# Mitholz
Mitholz ou Blausee-Mitholz est un village de Suisse faisant partie de la municipalité de Kandergrund, dans le canton de Berne.
La localité est connue en raison de l'implantation d'un dépôt de munitions de l'armée suisse dans la falaise surplombant une partie du village, le dépôt de munitions de Mitholz. La nuit du 19 décembre 1947, l'explosion du dépôt de Mitholz tue 9 personnes et détruit une quarantaine de maisons et plusieurs infrastructures routières ou ferroviaires. Les munitions de plusieurs galeries explosent et provoquent l'effondrement d'une partie de la montagne. En 2018, une étude mandatée par les autorités suisses indiquent que les explosifs polluant le site présentent un risque plus élevé qu'estimé en 1948. Un déminage et une dépollution complète du site sont décidés en 2020. Prévu pour une durée de 10 ans, les travaux obligent à l'évacuation d'une partie des habitants.

## Géographie
À l'est, la falaise de la Flue surplombe une partie du village.

## Histoire

### Seconde guerre mondiale
L'armée suisse créée le dépôt de munitions de Mitholz dans la falaise de la Flue. Un total d'environ 7 000 tonnes de munitions est progressivement stocké dans le dépôt,.

### Explosion du dépôt de munitions
Dans la nuit du 19 décembre 1947, trois explosions majeures touchent le dépôt de munitions creusé dans la falaise. Les spécialistes estiment qu'environ 3 500 des 7 000 tonnes de munitions stockées explosent et provoquent l'effondrement de la falaise,.
Neuf personnes sont tuées dans la catastrophe et plusieurs autres blessées. Les dégâts matériels sont également importants : de nombreuses maisons sont détruites et plusieurs infrastructures routières ou ferroviaires hors-service.

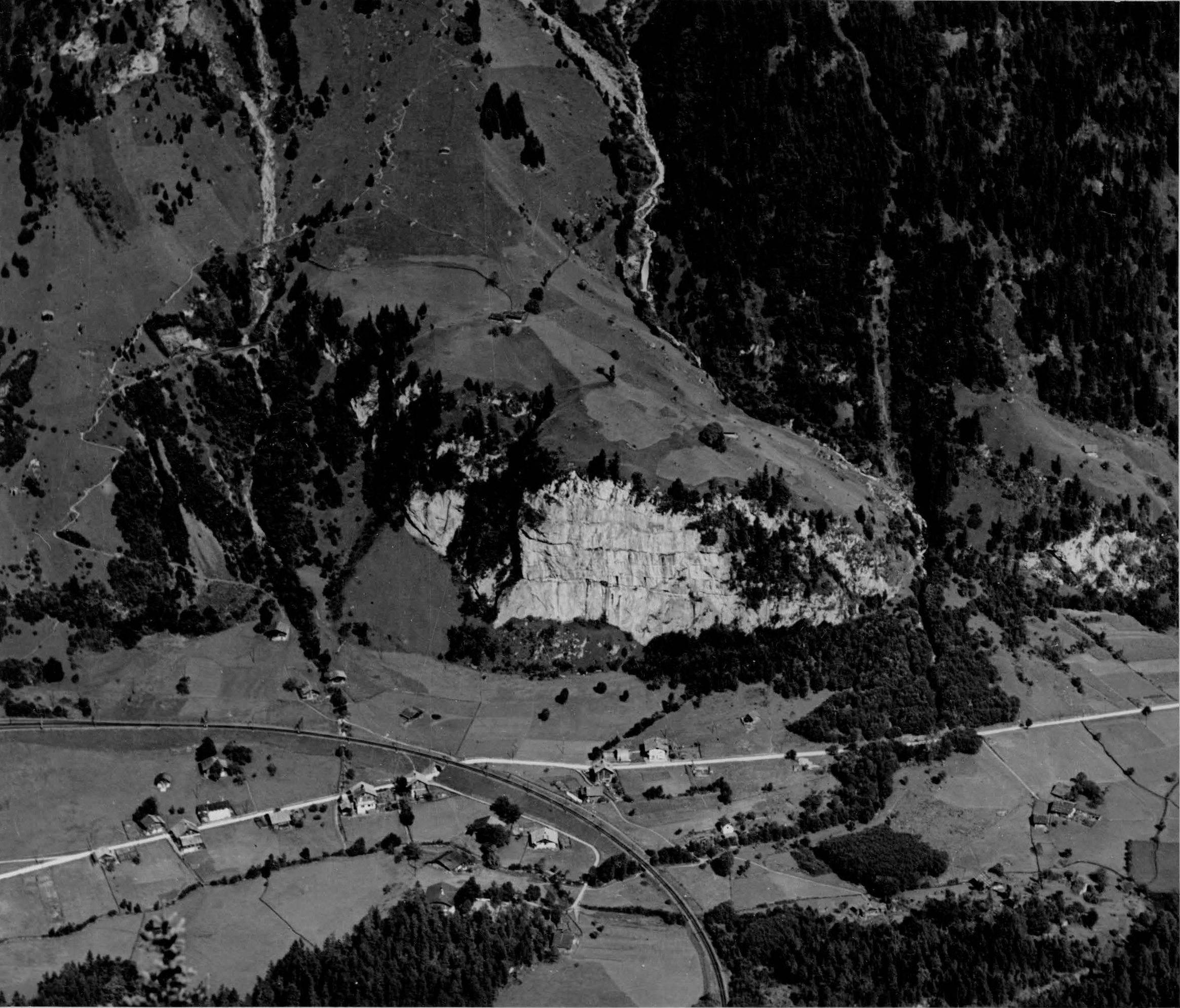
Vue aérienne de Mitholz vers 1930.
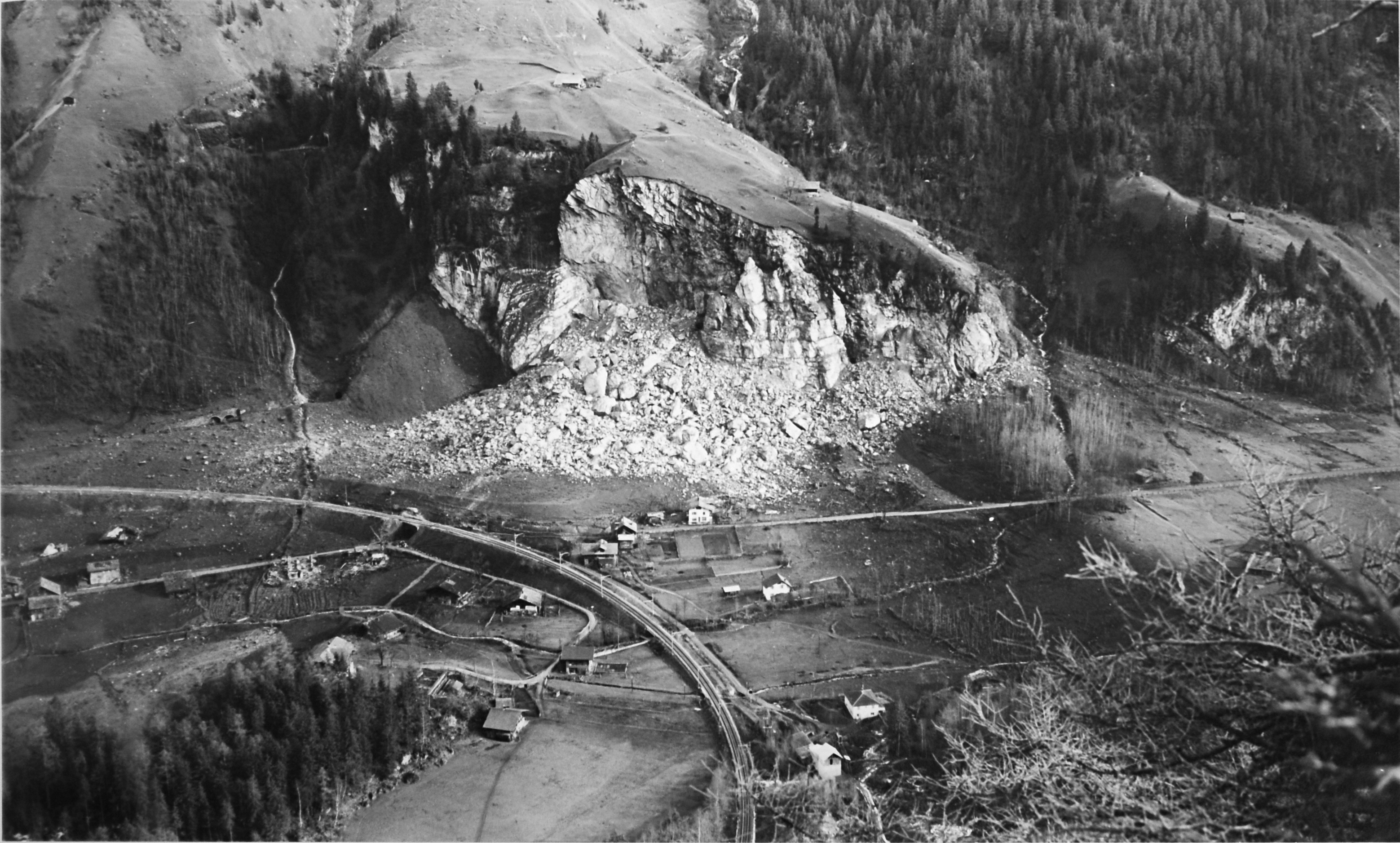
Vue aérienne de Mitholz en janvier 1948 montrant les dégâts causés par l'explosion.

### Reconstruction du village et seconde moitié duXXesiècle
Après la catastrophe, le village est reconstruit dans les deux années suivantes.
En 1948, les autorités considèrent que l’évacuation complète des restes de munitions est trop risquée, essentiellement pour des raisons géologiques. Il est toutefois décidé que l'installation souterraine sera réaffectée ; des travaux d'agrandissement et de rénovation des parties préservées sont entrepris dès 1953 en vue de convertir le site en hôpital militaire, puis en dépôt de pharmacie de l'armée.
Du côté des installations militaires, l'armée réinvesti le site à partir de 1953. Plusieurs projets de réaffectation sont envisagés, notamment un projet de laboratoire chimique et un projet d'hôpital, mais aucun ne se concrétise. En 1982, la forteresse est convertie en pharmacie. Environ 130 personnes, dont des recrues, y fabriquent des médicaments simples.
Au cours des années 2010, l'armée envisage d'installer sur le site de Mitholz l'un de ses centres de stockage de données et de calculs (projet Kastro II). Les expertises menées dans le cadre de ce projet de réaffectation concluent à une réévaluation de la dangerosité du site et n'exclut pas une nouvelle explosion de munitions enfouies sous les gravats de 1947.

### Évacuation de Mitholz, déminage et dépollution du site de l'explosion de1947
En 2018, après une série d'expertises dans le cadre du projet Kastro II,  le gouvernement fédéral suisse révèle que l'explosion de 1947 aurait vu la destruction d'environ 3 500 tonnes des 7 000 tonnes de munitions stockées dans le dépôt à l'époque. Les spécialistes estiment donc qu'environ 3 500 tonnes de munitions non-explosées sont enfouies sous les gravats. N'étant pas stockées dans des conditions de sécurité satisfaisantes et étant abîmées par le temps et les éléments naturels, ces munitions présentent un risque d'explosion et polluent les nappes phréatiques,.
À l'été 2024, les premières évacuations d'habitants ont lieu.
La population du village étant exposée à un danger au moins aussi important que la catastrophe de 1947, la décision est prise en février 2020 de l'évacuation totale du village pour 2030 afin de permettre le déminage du site dans des conditions de sécurité optimale, opération qui devrait prendre une vingtaine d'années.

## Démographie
Mitholz compte 170 habitants.

## Transports
Une gare sur la ligne du Lötschberg dessert la localité.